# Tilly-sur-Meuse
Tilly-sur-Meuse är en kommun i departementet Meuse i regionen Grand Est (tidigare regionen Lorraine) i nordöstra Frankrike. Kommunen ligger i kantonen Souilly som tillhör arrondissementet Verdun. År 2022 hade Tilly-sur-Meuse 277 invånare.

## Befolkningsutveckling
Antalet invånare i kommunen Tilly-sur-Meuse
| Referens: INSEE |